# Francesco Gattoni
Francesco Gattoni (Roma, 1956) è un fotografo italiano.

## Carriera
Collabora con Le Monde, El País, Corriere della Sera, La Stampa, La Repubblica, Avvenire, Il Manifesto e altre testate.
Le sue foto sono regolarmente esposte in Europa e fanno parte delle collezioni permanenti della Biblioteca nazionale di Francia e della Bibliothèque Historique de la Ville de Paris.
Risiede a Parigi.

## Reportage
- 1985: Népal
- 1987: Portugal
- 1988: Turquie
- 1989: Mexique
- 1990: Martinique
- 1991: Sardaigne
- 1992: Egypte
- 1993: Roumanie
- 1994: Roumanie
- 1996: Cuba
- 1997: Maroc
- 2004: Moscou

## Opere
- 2007: Cuba les chemins du hasard (Testo: Karla Suárez). Francia,  Le bec en l'air, ISBN 978-2-916073-26-2.
- 1997: Photographies magazine. Portfolio.
- 1996: Photographies magazine. Foto d'overture del dossier giovani talenti.
- 1992: Photographies magazine. Rivelazione del mese.
- 1989: Fotografare. Italia. Portfolio.
- 1986: Fotoreflex. Italia. Portfolio.

## Mostre personali
- 1986: FIAP - Paris
- 1987: Park Row Gallery, New York, USA
- 1991: Istanti Privilegiati. Mairie de Campagnano di Roma. Italia.
- 1996: Vus et Connus. Galerie Focale, Nyon, SUISSE
- 1999: Portraits d'écrivains. Bibliothèque Jules Verne, PANTIN
- 2000: National d'eux. Portraits géants des habitants de cinq communes exposés le long de la nationale 2
- 2002: Ecrivains du monde, monde d'écrivains. PANTIN
- 2003: Ecrivains du monde, monde d'écrivains. FNAC Etoile, PARIS.
- 2004: Ecrivains du monde, monde d'écrivains. FNAC Naples, FNAC Turin, FNAC Verone, FNAC Milan, Italia.
- 2005: Ecrivains du monde, monde d'écrivains. FNAC Genova, Italia. FNAC Barcelone, FNAC Madrid, Spagna. FNAC Monaco, Principato.
- 2006: Gens de banlieu. Mairie d'AUBERVILLIERS.
- 2007: Gens d'ici et d'ailleurs. Mairie de AULNAYS - SOUS BOIS; Gens d'ici. Portraits d'Habitants du pays de Billom Saint-Dier. BILLOM; Gens de banlieue. Bibliothèque Municipale. MONTREUIL
- 2008: Cuba, les chemins du hasard. Institut Cervantès. Moscou. RUSSIE; Cuba, les chemins du hasard. Union Latine. PARIS
- 2010: Cuba, i percorsi del caso. FNAC Milano